# Vartislao I di Pomerania
Vartislao I di Pomerania (anche citato come Warcisław e Wartislaw; 1100 circa – Stolpe, prima del 1148) fu duca di Pomerania dal 1106 al 1135 e capostipite della dinastia dei Greifen e primo sovrano del Ducato di Pomerania.

## Biografia
Non si sa quasi nulla dell'origine di Vartislao. Secondo una congettura, avrebbe potuto essere il figlio di Suatopolk (Swantopolk), noto come "duca dell'Oder" (latino dux Odrensis). Intorno al 1112/1113 dovette mandare il figlio maggiore alla corte polacca come ostaggio. Una presunta prigionia in Sassonia di Vartislao non è provata.
Nel 1121/1122 il duca polacco Boleslao III Krzywousty conquistò l'estuario dell'Oder e la città di Stettino. Costrinse Vartislao a sottomettersi alla sovranità polacca, che includeva pagamenti annuali di tributi e sostegno armato nelle guerre. Inoltre, Boleslao conquistò un'area dei Liutici ad ovest dell'Oder. Quando Boleslao si ritirò da quest'area, Vartislao vi prese il potere.
Vartislao dovette anche impegnarsi a cristianizzare la Pomerania. Non facendo progressi, il vescovo Ottone di Bamberga (la cui biografia è fonte importante per le notizie sulla vita di Vartislao), su richiesta di Boleslao III e sostenuto da Vartislao, si impegnò in un viaggio missionario attraverso la Pomerania orientale nel 1124 e un secondo nel 1128, questa volta sotto la protezione del re Lotario II di Supplimburgo e del margravio Alberto l'Orso, nell'ex area dei Liutici e nella regione dell'Oder inferiore. Alla presenza di Ottone e Vartislao, i nobili dello stato nella Pentecoste del 1128 decisero in un'assemblea a Usedom di adottare il cristianesimo.
Vartislao, che dal 1135 aveva il riconoscimento della sovranità feudale di Lotario III sulla Pomerania attraverso il rapporto di vassallo di Boleslao III a sua volta vassallo dell'imperatore, riuscì a sfruttare la posizione giuridica non chiaramente regolamentata del suo territorio la cui parte occidentale era sotto il controllo del conte della Marca del Nord e la parte orientale dei polacchi.
Secondo varie fonti, Vartislao morì tra il 1135 e il 1148. Si dice che sia stato ucciso vicino a Stolpe (Peene), dove forse si trovava un luogo di culto pagano, da un uomo venedo contrario alla cristianizzazione. Suo fratello Ratibor in seguito fondò una chiesa nel luogo in cui probabilmente fu sepolto Vartislao e nel 1153 il monastero di Stolpe con i figli di Vartislao.

## Matrimonio e discendenza
Vartislao si sposò due volte. La sua prima moglie si chiamava Heila, il suo legame con i Welfen non è documentato. La sua seconda moglie Ida era presumibilmente una principessa danese e si ritiene che sia la madre dei suoi figli Boghislao I e Casimiro I, che probabilmente nacquero dopo il 1124. Suo fratello Ratibor, fondatore della linea laterale del Ratiboridi, assunto la tutela dei bambini dopo la morte di Vartislao.